# Blue Gemini

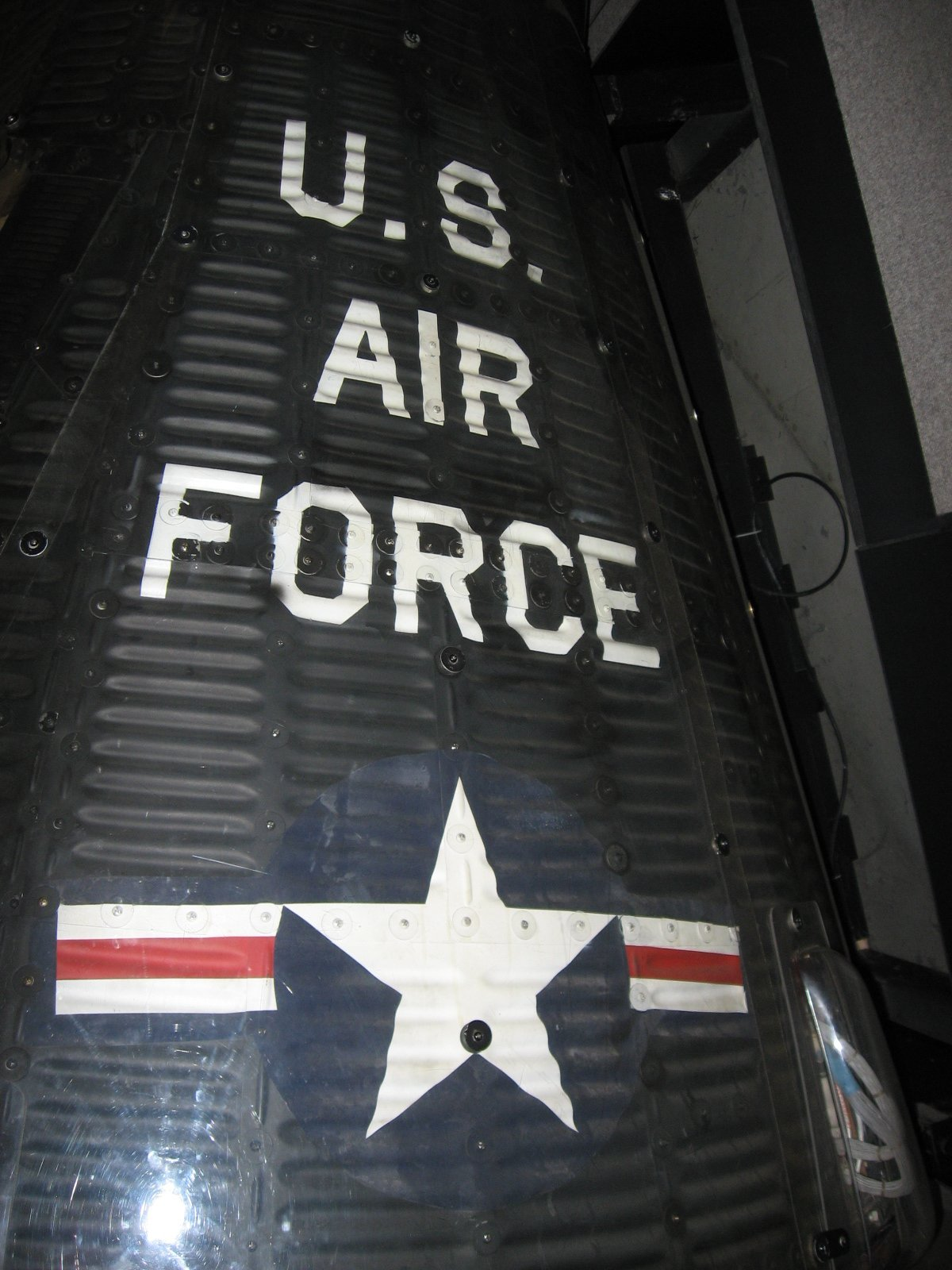
Le pochoir de l'U.S. Air Force sur la capsule Gemini B.

Blue Gemini est un programme spatial habité de l'Armée de l'Air américaine (USAF), proposé en août 1962 avant d'être annulé en 1963, qui doit utiliser les composants développés pour le programme Gemini de la NASA. Son objectif est de permettre à l'Armée de l'Air d'acquérir la maîtrise du vol spatial habité, notamment les techniques de rendez-vous orbital, d'amarrage et de transfert, dans la perspective d'une utilisation de l'espace à des fins militaires. Le projet, évoqué pour la première fois en février 1962, est inclus en juin 1962 en tant que première étape dans un nouveau programme spatial de l'Armée de l'Air baptisé Manned Orbital Development System, ou MODS : celui-ci a pour objectif de placer en orbite une station spatiale militaire. Le terme Blue Gemini désigne plus particulièrement 6 missions qui doivent être exécutées par des astronautes de l'Armée en préambule et à titre d'entraînement. 
Blue Gemini inclut la participation à deux missions de la NASA embarquant un copilote de l'Armée de l'Air. Elles doivent être suivies par deux missions de la NASA dotées d'un équipage entièrement militaire. L'objectif de ces missions doit être défini par la NASA tout en incluant des expériences de l'Armée de l'Air. La phase finale de Blue Gemini incluait 3 vols entièrement dédiés à l'Armée. L'un de ces vols est une mission de rendez-vous orbital avec l'étage cible Agena. Par la suite, il est envisagé des missions avec un seul membre d'équipage pour permettre le transport d'expériences supplémentaires. Parmi les expériences envisagées figuraient le Manned Maneuvering Unit (MMU) permettant à un astronaute de manœuvrer dans le vide spatial autour du vaisseau, un système de navigation spatial avancé, une structure destinée à être assemblée en orbite et un radar pour la cartographie. Le programme Blue Gemini doit s'achever environ quatre mois avant la mise en place de la station spatiale MODS.
Blue Gemini est annulé en janvier 1963 par le secrétaire à la Défense américain, Robert McNamara, qui décide que les expériences militaires peuvent être transportées par les missions de la NASA du  programme Gemini. Le projet MODS est  également annulé. En décembre 1963, McNamara donne son accord pour le développement d'une station spatiale militaire, le Manned Orbital Laboratory (MOL), aux caractéristiques très proches de ce qui devait être développé dans le cadre du programme MODS.
Blue Gemini ne doit pas être confondu avec le vaisseau spatial Gemini B développé par la suite pour la station spatiale MOL qui comprenait de nombreuses différences par rapport à la capsule Gemini, notamment un tunnel à travers son bouclier thermique pour permettre aux astronautes d'atteindre la station spatiale. Blue Gemini est resté à l'état de projet et n'a donné lieu à aucun développement. Le modèle de capsule exposé au Musée national des États-Unis de la Force aérienne à Wright-Patterson Air Force Base, Ohio est une capsule Gemini B et non un vaisseau Blue Gemini. Il est reconnaissable à l'inscription « U.S. Air Force » figurant sur son flanc et à l'écoutille circulaire coupée à travers le bouclier thermique.